# Dawid Sołdecki
Dawid Sołdecki (ur. 29 kwietnia 1987 w Krasnymstawie) – polski piłkarz grający na pozycji pomocnika. Od 2020 zawodnik Startu Krasnystaw.